# Papiamenta
Papiamenta là một chi nhện trong họ Pholcidae.

## Các loài
Các loài trong chi này gồm:
- Papiamenta levii (Gertsch, 1982)
- Papiamenta savonet Huber, 2000

## Verspreidingsgebied
De soorten van dit chi zijn endemisch op Curaçao.